# Coifer
Coifer un grup de companii din domeniul construcțiilor din România.
Grupul Coifer cuprinde cinci firme.
În februarie 2008, grupul Polimex-Mostostal, lider pe piața construcțiilor din Polonia, a preluat 75% din acțiunile Coifer, la un preț de 18,75 milioane de euro.
1993: Înființarea  Coifer Impex, nucleul Grupului Coifer.
1994: Coifer realizează primul proiect ca antreprenor general - sala de conferințe  Romexpo.
1996: Coifer începe producția de structuri metalice intr-un atelier de 400 de mp la Ploiești care apoi extins la 1400 mp.
1997: În Italia Grande Meccanica SpA începe activitatea industrială, producând boilere si executând lucrări de prelucrări  mecanice.
2002: Coifer isi extinde prima fabrica deschizând  o unitate de producție de 10 000 mp la Vălenii de Munte in județul Prahova.
2003: Grande Meccanica SpA. finalizează preluarea Somen Construzioni in Italia.Somen a fost leader de piața cu tradiție in vase sub presiune inca din 1978.
2004: Coifer investește alături de Grande Meccanica SpA. si fondul Italian de investiții Simest SpA. inființând  compania românească  
Grande Meccanica Est, care achiziționează o fabrica de structuri metalice cu o suprafață de 18 000 de mp in Mârșa județul Sibiu.
2006: Coifer preia 100% din capitalul Grande Meccanica SpA. si 100% din capitalul Grande Meccanica Est.
2008: Fondatorii grupului Coifer vând pachetul majoritar de acțiuni către grupul Polonez Polimex-Mostostal.
2010: Preluarea grupului Coifer este de 100% de către Polimex-Mostostalwww.mostostal.com. 
Număr de angajați:
- 2008: 394[1]
- 2007: 524[1]

Cifra de afaceri:
- 2007: 52 milioane euro[1]